# Sascha Gerstner
Sascha Gerstner, född 2 april 1977, är en tysk gitarrist. Mellan 1998 och 2001 spelade han i gruppen Freedom Call. Han blev 2002 medlem i Helloween.